# Mansjonaria w Łęcznej
Mansjonaria w Łęcznej – późnobarokowy dom mansjonariuszy w Łęcznej, wybudowany około 1639 roku.

## Historia
Mansjonaria wybudowana została około 1639 roku z fundacji Adama Noskowskiego, podkomorzego lubelskiego, z przeznaczeniem dla księży mansjonarzy, w stylu późnego baroku.
Budynek został uszkodzony przez pożar w 1715 roku. W latach 1767–1774 restaurowany był przez biskupa płockiego Hieronima Szeptyckiego, dziedzica Łęcznej. Remont zakończył bratanek biskupa, ksiądz Marcin Szeptycki, ówczesny proboszcz parafii łęczyńskiej i przeznaczył go na plebanię. W 1820 roku budynek wymagał remontu i nie był zamieszkany. W 1930 roku dach gruntownie przebudowano według projektu architekta Trzcińskiego, zastępując dach łamany polski, mansardowym.
Obiekt został wpisany do rejestru zabytków 18 listopada 1993 roku.
Początkowo budynek służył księżom misjonarzom (według dokumentów kościelnych było ich tu czterech).

## Architektura
Biały budynek na rzucie prostokąta, murowany z kamienia i cegły, otynkowany, parterowy, z mieszkalnym poddaszem, podpiwniczony. Nosi cechy stylu późnobarokowego. Dwuipółtraktowy. Pośrodku, na osi podłużnej korytarz, z odchodzącą od niego wąską sionką w trakcie zachodnim. Korytarze posiadają sklepienia kolebkowe i kolebkowo-krzyżowe. W jednym z pomieszczeń w trakcie zachodnim zachowało się sklepienie kolebkowo-krzyżowe, w pozostałych sufity. Ściany zewnętrzne rozczłonkowane pilastrami, z profilowanym gzymsem wieńczącym. Dach mansardowy z facjatami, kryty blachą.

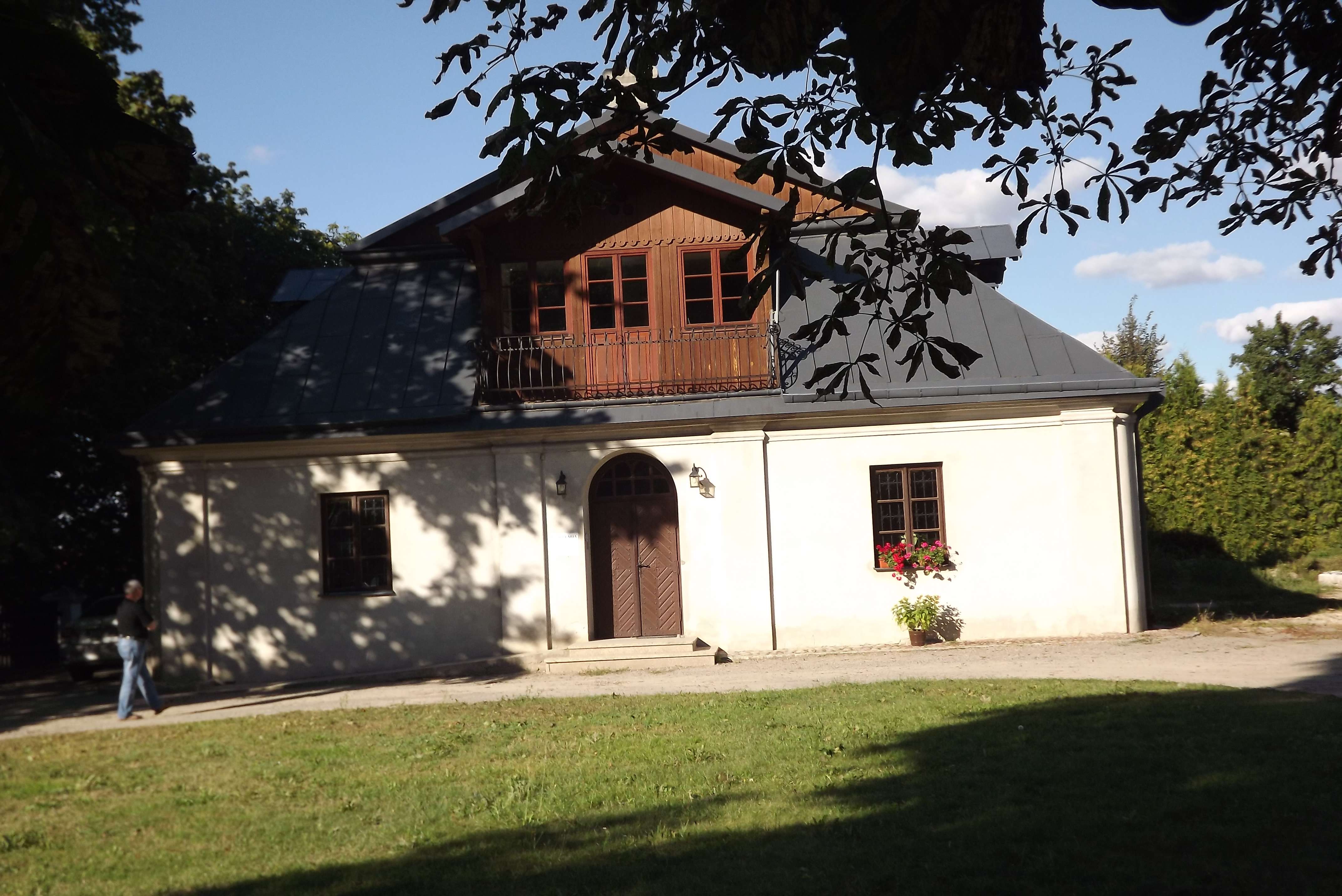
Budynek mansjonarii – front.
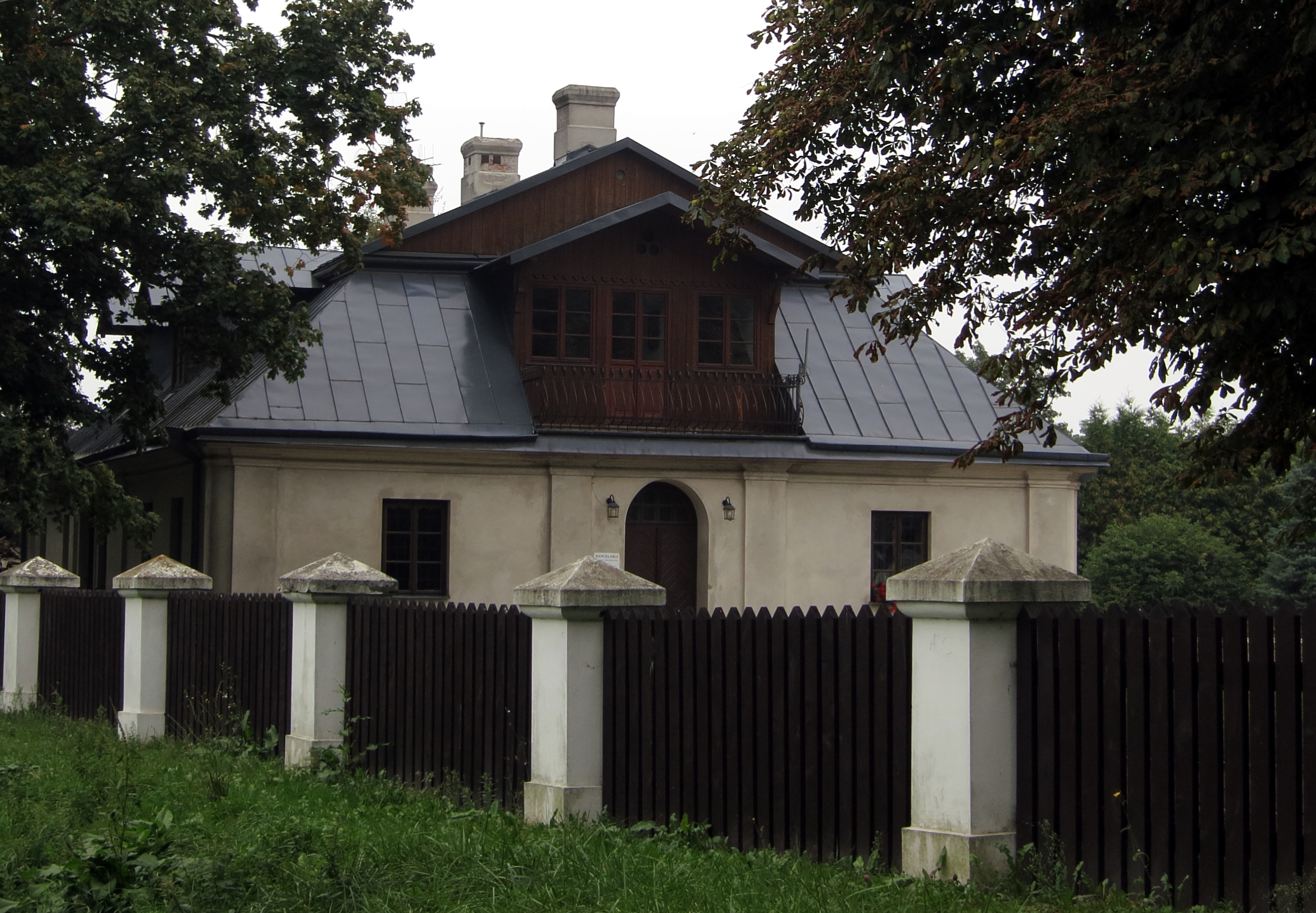
Budynek mansjonarii.
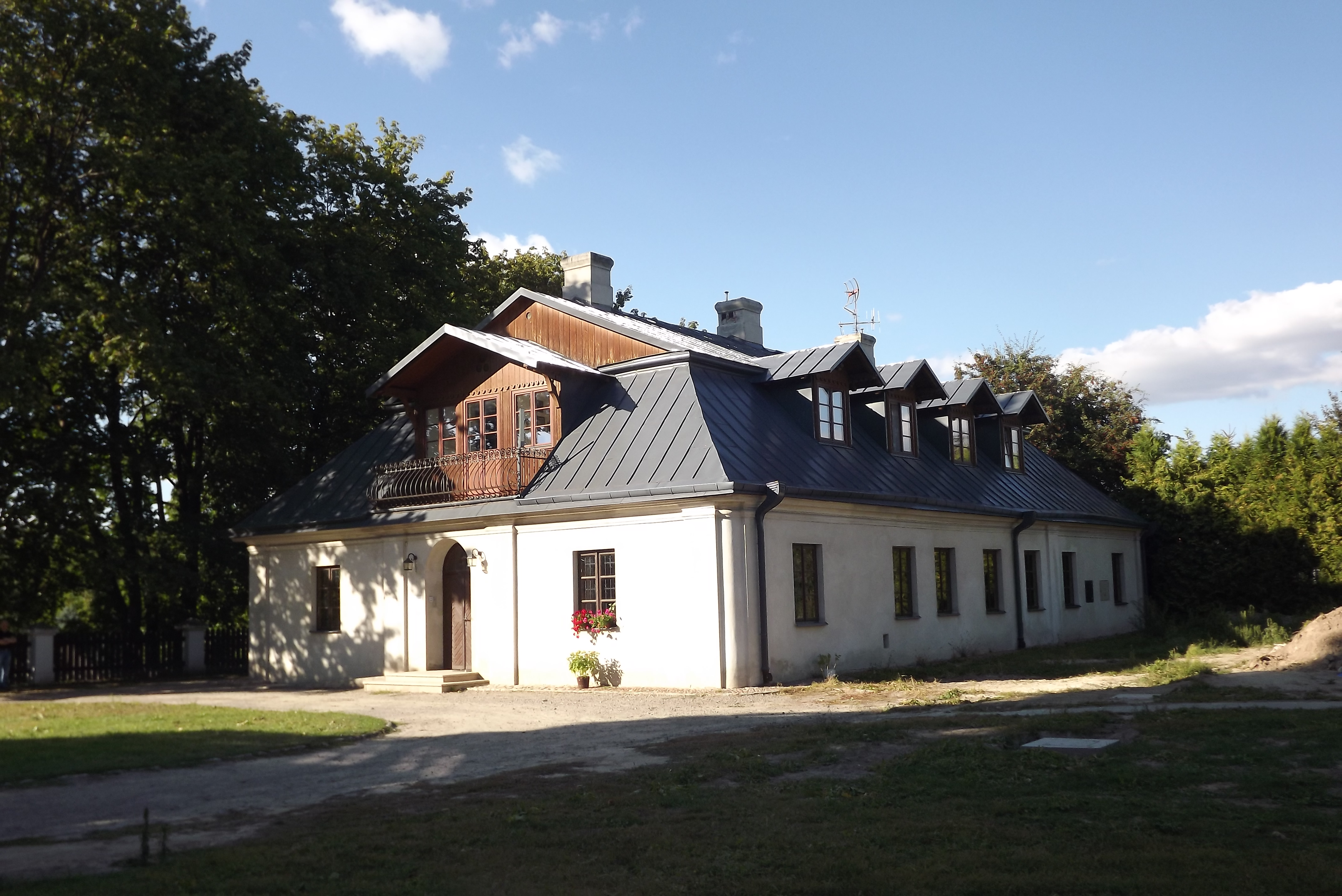
Budynek mansjonarii.

## Otoczenie
Przed mansjonarią usytuowana jest studnia.